# Juan Sebastián Cabal
Juan Sebastián Cabal (født 25. april 1986 i Cali) er en professionel colombiansk tennisspiller.
Han vandt en Guldmedalje i herredouble i tennis under de Pan American Games 2011 i Guadalajara i Mexico.

## Eksterne Henvisninger
- Juan Sebastián Cabals profil på Sports-Reference OL-resultater (arkiveret) (engelsk)
- Juan Sebastián Cabals profil på Olympedia (engelsk)
- Juan Sebastián Cabals profil hos ATP World Tour (engelsk)
- Juan Sebastián Cabals profil hos ITF Tennis (engelsk)
- Juan Sebastián Cabals profil hos Davis Cup (engelsk)
- Juan Sebastián Cabals profil hos ITF Tennis (engelsk)